# Heart of Oak
Heart of Oak è un cortometraggio muto del 1910 diretto da Lewin Fitzhamon.

## Trama
Un marinaio portato davanti alla corte marziale per aver colpito un superiore viene salvato dalle suppliche di una ragazza che testimonia in suo favore.

## Produzione
Il film fu prodotto dalla Hepworth.

## Distribuzione
Distribuito dalla Hepworth, il film - un cortometraggio di 198 metri - uscì nelle sale cinematografiche britanniche nel novembre 1910.
Si conoscono pochi dati del film che, prodotto dalla Hepworth, fu distrutto nel 1924 dallo stesso produttore, Cecil M. Hepworth. Fallito, in gravissime difficoltà finanziarie, il produttore pensò in questo modo di poter almeno recuperare il nitrato d'argento della pellicola.